# Desa Simpang (administrativ by i Indonesien, Jawa Barat, lat -7,63, long 108,11)
Desa Simpang är en administrativ by i Indonesien.   Den ligger i provinsen Jawa Barat, i den västra delen av landet, 210 km sydost om huvudstaden Jakarta.